# Anette Karlsson
Anette Karlsson född 18 januari 1969 är en svensk före detta friidrottare (långdistanslöpare). Hon tävlade för IFK Växjö.

## Personliga rekord
- 800 meter - 2.09,61 (Göteborg 24 augusti 1994)
- 1 000 meter - 2.49,8 (Karlskrona 23 juli 1991)
- 1 500 meter - 4.14,98 (Stockholm 4 augusti 1991)
- 2 000 meter - 6.10,1 (Stockholm 4 augusti 1991)
- 3 000 meter - 9.16,87 (Borås 22 augusti 1990)